# Gastralium

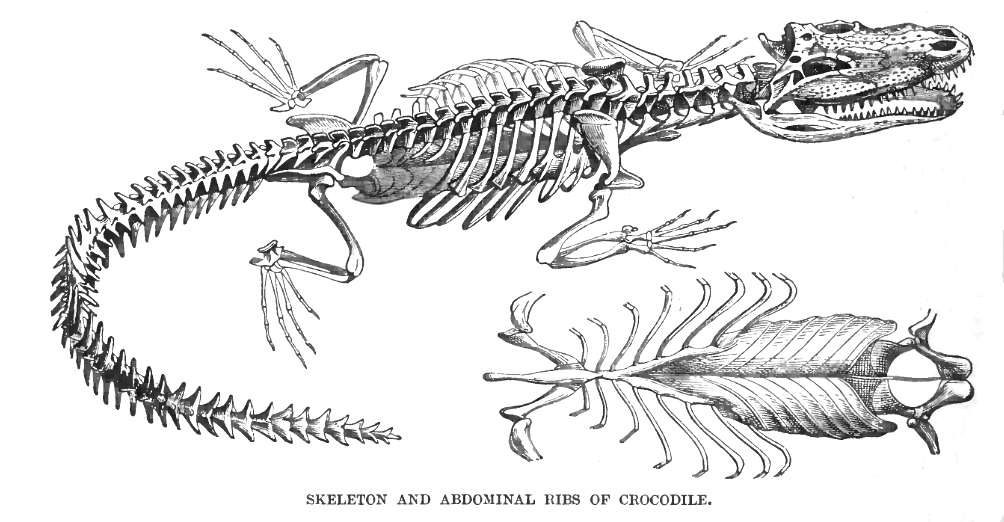
Els cocodrils tenen costelles abdominals modificades a gastralia.

Els gastralia (en singular gastralium) són ossos dèrmics que es troben a la paret corporal ventral dels cocodrils i Sphenodon. Es troben entre l'estern i la pelvis, i no s'articulen amb les vèrtebres. En els animals moderns, proveeixen suport per a l'abdomen i llocs d'anclatge pels músculs abdominals.
Els gastralia també estan presents en una àmplia varietat d'animals extints, incloent dinosaures teròpodes i prosauròpodes, pterosaures, i campsosaures.